# Brazzeia
Brazzeia là một chi thực vật thuộc họ Lecythidaceae. Chi này có các loài sau (tuy nhiên danh sách này có thể chưa đủ):
- Brazzeia longipedicellata, Verdc.